# Puig-ras
El Puig-ras és una muntanya de 1.474 metres que es troba al municipi de Vidrà, a la comarca d'Osona.